# Ommàtids
Els ommàtids (Ommatidae) són una família de coleòpters del subordre Archostemata. Els Ommatidae es consideren els coleòpters actuals amb més característiques primitives.
Les espècies actual es distribueixen per Austràlia i Amèrica del Sud, però durant Mesozoic van assolir una distribució molt més àmplia.

## Taxonomia
Per ara s'han descrit 10 gèneres, 8 d'ells fòssils, i 6 espècies vivents i 114 fòssils. Només hi ha dos gèneres actuals, Omma i Tetraphalerus.
Gèneres extingits
- Brochocoleus Hong, 1982
- Cionocoleus Ren, 1995
- Eurydictyon Ponomarenko, 1969
- Fuscicupes Hong & Wang, 1990
- Lithocupes Ponomarenko, 1966
- Notocupoides Ponomarenko, 1966
- Rhabdocupes Ponomarenko, 1966
- Zygadenia Handlirsch, 1906

Gèneres actuals
- Omma Newman, 1839
- Tetraphalerus Waterhouse, 1901